# Karl Lebwohl
Karl Lebwohl (25. ledna 1837 Mikulov – 13. srpna 1927 Štýrský Hradec) byl rakouský a moravský politik německé národnosti, v 2. polovině 19. století poslanec Říšské rady.

## Biografie
Profesí byl majitelem továrny na kůže v Mikulově. 15. září 1863 se jeho manželkou stala Aloisia Maria Katharina Lahner (1844–1913). S manželkou Louisou byl koncem 19. století aktivní v místní organizaci spolku Deutscher Schulverein. Jeden z jeho synů, Karl Lebwohl, který byl soudní adjunkt, zemřel roku 1906.
V prvních zemských volbách roku 1871 byl zvolen na Moravský zemský sněm za kurii městskou, obvod Mikulov. Mandát obhájil i v krátce poté vypsaných druhých zemských volbách roku 1871, stejně tak v zemských volbách v roce 1878, zemských volbách roku 1884 a zemských volbách v roce 1890.
Působil krátce i jako poslanec Říšské rady (celostátního parlamentu Předlitavska), kam usedl v doplňovacích volbách roku 1890 za kurii městskou na Moravě, obvod Mikulov, Hustopeče atd. Nastoupil 4. prosince 1890 místo Rudolfa Auspitze. Ve volebním období 1885–1891 se uvádí jako Karl Lebwohl, majitel nemovitostí, bytem Mikulov.
Na Říšské radě usedl do klubu Sjednocené německé levice, do kterého se spojilo několik ústavověrných proudů. V roce 1891 se rozhodl, že již nebude do Říšské rady kandidovat.